# Antoni Rosell Garbó
Antoni Rosell Carbó (Barcelona, 1912-2008) fou jugador i directiu de tennis taula.
Jugador de tennis de taula entre finals dels anys vint i principi dels trenta va ser un dels pioners de l'esport a Catalunya quan encara no existia la Federació Catalana, i va formar part de la comissió organitzadora del primer Campionat de Catalunya que es va jugar l'any 1931. Després de ser també el fundador i primer president del Tívoli Ping Pong Club, el 1934 va ser elegit vicepresident de la primera junta directiva de la Federació Catalana de Ping Pong, antecedent de la Federació Catalana de Tennis Taula, que no va quedar legalment constituïda fins al gener de 1935, any en el qual es va proclamar campió de Catalunya de dobles juntament amb Josep Maria Martí. El 1936 va ser elegit president de la comissió que havia de posar en marxa la Federació Espanyola de Tennis Taula, però la Guerra Civil en va evitar la constitució i ell es va desvincular d'aquest esport durant els anys de la postguerra fins que el 1953 li van oferir la presidència de la Federació Catalana de Tennis Taula. Dos anys després, el 1955, va ser nomenat vicepresident de la Federació Espanyola, càrrec que va ocupar durant cinc anys, i el 1965 va ser membre durant uns mesos de la comissió gestora de la Federació Barcelonesa. Va ser distingit amb la insígnia d'argent de la Federació Catalana de la Federació Espanyola de Tennis Taula, i la medalla especial commemorativa de la Federació Catalana de Tennis de Taula amb motiu de les seves noces d'or el 1985, també rebé la medalla de Forjadors de la Història Esportiva de Catalunya el 1991.